# Anneke Graner
Anneke Graner (nascida Hinse; Karlsruhe, 15 de outubro de 1979) é uma política alemã, filiada ao Partido Social-Democrata da Alemanha (SPD). É desde 16 de março de 2013 membro do Landtag de Baden-Württemberg.

## Vida
Após o Abitur no Eichendorff-Gymnasium em Ettlingen, estudou jurisprudência na Universidade de Freiburg e na Universidade Pierre Mendès em Grenoble.

## Atuação política
Anneke Graner foi membro do Conselho da Juventude e membro do Conselho da Mulher em Ettlingen. Nas eleições para o Landtag de Baden-Württemberg em 2011 foi a segunda candidata do distrito eleitoral de Ettlingen. O primeiro candidato Frank Mentrup foi eleito com 25,1 por cento dos votos para o segundo mandato no Landtag. Após Frank Mentrup ser eleito Oberbürgermeister da cidade de Karlsruhe em 2 de dezembro de 2012, renunciou a seu mandato no Landtag, assumindo Anneke Graner o mesmo.

## Família
Anneke Graner é casada e tem um filho.